# Epic游戏商城
Epic游戏商城（英語：Epic Games Store）是Epic Games在2018年12月推出的數位遊戲發行平台，支援Microsoft Windows與MacOS。用戶可在商城中購買Epic Games或其他廠商的遊戲，並透過Epic Games客戶端下載遊戲。

## 功能特色
Epic商店可以透過網頁瀏覽器或Epic Games客戶端來使用。目前除了提供遊戲販售與遊玩之外，暫時沒有其他附加功能（諸如討論區、遊戲評價、玩家交易、收集库存、账号等级等）。
2019年1月起，Epic商店引入區域定價與退費機制。未來商店也計畫提供玩家評價系統，但遊戲開發者可以自行選擇是否要啟用這項功能，以免發生被誤用的情況（例如「評論轟炸」）。现时，Epic商店可以雲端存檔、成就、遊戲等功能现时年內推出，此外也計畫推出不同於「傳統留言版」的社交機制。不過Epic Games並不想加入類似「Steam交換卡片」的功能，以免出現那種只把虛擬物品的市集交易當作目標的遊戲或投機開發者。
Epic Games发行的部分遊戲會在Epic商店獨佔推出，也会让其他合作廠商的遊戲優先上架Epic商店，預計2019年下半之後才會開放給所有遊戲開發者。Epic Games有時也會資助一些開發者，讓他們的遊戲在商城中獨佔發售，並且承諾給予開發者一定的銷售保障，假如獨佔遊戲的收入未達門檻，Epic Games會提供相關補償措施。
此外Epic Games也把「創作者支持計畫」（Support-A-Creator program）引進商城，該項目最初源自於《要塞英雄 大逃殺》。計畫內容是針對那些將遊戲內容進行二次創作的人們（遊戲實況主、遊戲模組製作者），讓這些創作者可以從創作內容的交易中獲得一部分抽成。遊戲開發者可自行決定與創作者之間的交易分成比例，然後Epic Games會額外提供5%的補助。Epic Games認為該計畫有助於開發者推廣自己的遊戲。
2018年12月14日開始，Epic商店每隔兩週會提供一款商城中的遊戲讓玩家限時免費領取，第一款限時免費遊戲是《深海迷航》（Subnautica）。

## 發展歷程

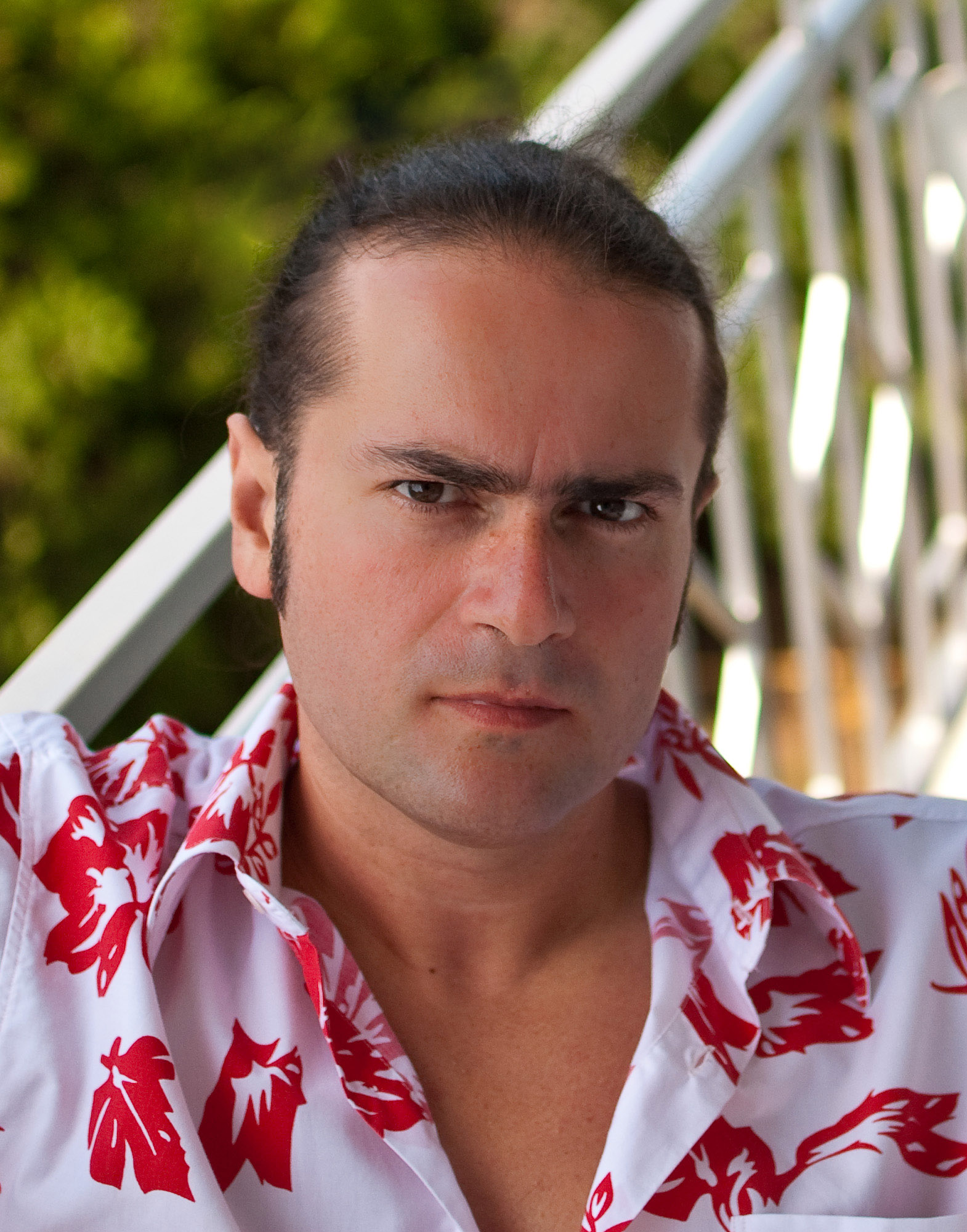
Sergey Galyonkin，Epic Games商城的發行策略總監

在Epic Games商城出現以前，PC遊戲的數位發行管道以Valve公司的Steam平台為主流，其他諸如Origin、Uplay、GOG等平台皆未達到競爭優勢。Valve對於在Steam上架的遊戲一律收取30%的抽成，同時App Store、PlayStation Store等其他數位平台的抽成比例大多也是如此。2017年8月，Epic Games創始人Tim Sweeney表示30%的抽成已不再合適，他認為即使Valve把抽成降低到8%仍舊能獲取利潤。
2018年12月月初，Epic Games宣布即將推出自家的數位商店以挑戰Steam平台。為了對抗Steam平台，首先針對Valve的30%抽成，Epic Games表示將提供更低的12%抽成。另外對於使用虛幻引擎製作的遊戲再提供額外5%的抽成減免。經過計算之後，Epic Games認為降低抽成仍足以讓他們盈利。此外Epic也提到他們不會強迫上架的遊戲添加DRM（數位版權管理）。
2018年12月6日，在遊戲大獎的頒獎典禮期間正式推出Epic Games商城，同時宣布有數款獨立遊戲在商城上架。按照規劃，初期商店在Windows與MacOS平台推出，未來將拓展到Android與其他平台。在Android上的目標是透過自家商店來銷售產品，不再需要透過Google Play而被額外抽成。相對於普遍的30%抽成，Epic Games商城的12%抽成優勢也有可能讓Google Play感到壓力。另一方面，由於蘋果公司在iOS平台擁有壟斷地位，目前Epic Games暫時沒有機會在iOS上與其抗衡。
早在商城推出之前，其發行策略總監Sergey Galyonkin於2015年建立了Steam Spy網站，該網站專門透過Steam使用者的公開個人檔案來收集與統計Steam遊戲的銷售數據。當初他只是將這網站當作次要的經營目標，但這些Steam銷售的分析經驗確實帶給他不少幫助，往後在建構Epic Games商城時便能採用更益於銷售的策略。此外，Epic games旗下遊戲《堡垒之夜》的成功也是商城推出的助力之一。
2021年5月12日，Epic Games商城开始支持人民币计价。

## 反響
在Epic Games商城對外公布的前幾天，2018年12月1日，Valve宣布以往Steam平台的30%抽成政策將會進行調整，如果一款遊戲在Steam上的銷售額超過1千萬美元，抽成则降低至25%、超過5千萬美元則降低至20%。這消息引發不少玩家與遊戲開發者的議論，有些獨立開發者擔心Valve此舉是為了挽留3A遊戲開發者與發行商，而非考量到小型遊戲的開發者。
在Epic Games商城公布之後，有些媒體認為該新興平台的政策將會對Steam造成一定衝擊，同時透露出近年來遊戲開發商與Steam之間發生的關係變化。此外，一些獨立開發者宣布將未發售的新作或已發售的作品轉移到Epic Games商城上獨佔發售、或是限時獨佔後才會到其他平台上架，有些遊戲原本在Steam有上架但在轉移到Epic Games商城後便從Steam下架。
2019年1月9日，育碧宣布旗下的《湯姆克蘭西：全境封鎖2》將會透過Epic商店以及自家的Uplay独占发行，這是首次有第三方大廠加入Epic Games商城的行列。
2019年1月29日，發行商Deep Silver宣布即将發售的《戰慄深隧：流亡》將改在Epic Games商城獨佔發售一年，在Epic Games商城上的定價（美國區）將會比其他數位平台少10美金。

## 争议
2019年3月15日，Epic Games Store被用户发现会收集Steam的用户信息，其中包括用户的好友列表、游戏时间、遊戲雲端存档，这些文件被Steam封装在localconfig.vdf文件内，之后会被Epic Games读取并加密保存到Epic Games文件夹。Epic技术副总裁Daniel Vogel对此回应称，该文件仅在用户允许导入Steam好友时，才会发送至Epic，对此解释，有网友测试发现，在同步Steam好友时，该文件根本没有被访问；至于雲端存档，Daniel Vogel尚未做出解释。而在一般資料保護規範（GDPR）实行后，Steam已经默认将用户的好友列表、游戏时间设置为私密（仅好友）了，这意味着，除非动用本地文件或者向Valve申请授权的API，否则这些信息第三方都是无法获取的。

### 锁区
Epic Games商城在2018年12月6日至2019年5月13日对中国大陆地区锁区，在锁区期间若使用中国大陆的银行发行的信用卡、Paypal中国区支付可能会导致封号。2019年5月14日起解除锁区，同时Epic Games商城开始支持中国大陆的两大主流支付产品——支付宝与微信支付。2021年5月12日，Epic Games商城才开始使用人民币计价中国区的游戏价格。

## 外部連結
- 官方网站
- 官方微博（页面存档备份，存于）